# Così com'è (Lele)
Così com'è è un singolo del cantautore italiano Lele, pubblicato il 7 aprile 2017 come secondo estratto dalla riedizione del primo album in studio Costruire 2.0.

## Descrizione
Scritto dallo stesso Lele e  da Tony Maiello è il secondo singolo estratto dalla riedizione dell'album Costruire 2.0. Prodotto arrangiato e realizzato da Michele Canova Iorfida, Alex Alessandroni Jr e Tim Pierce.

## Video musicale
Il video musicale, diretto da Druga Alfieri, è stato pubblicato il 10 aprile 2017 attraverso il canale YouTube del cantautore.

## Tracce
Testi e musiche di Raffaele Esposito e Tony Maiello.
1. Così com'è – 3:02

## Classifiche
| Classifica (2017) | Posizione massima |
| ----------------- | ----------------- |
| Italia            | 90                |